# Pokémon Méga Donjon Mystère
Pokémon Méga Donjon Mystère (ポケモン超不思議のダンジョン, Pokémon Chō Fushigi no Danjon) est un jeu vidéo de type dungeon crawler, issu de la franchise Pokémon Donjon Mystère, développé par Spike Chunsoft et édité par The Pokémon Company pour la console portable Nintendo 3DS. Comme dans ses prédécesseurs, le joueur contrôle un humain qui s'est réveillé sous la forme d'un Pokémon, dans un monde peuplé uniquement de ces créatures ; et doit voyager à travers différents lieux générés aléatoirement, appelés donjons, tout en accomplissant des missions et battant des ennemis, pour résoudre les problèmes de l'histoire.
Le jeu est sorti au Japon le 17 septembre 2015, en Amérique du Nord le 20 novembre de la même année ; et sa sortie en Europe et en Australie est prévue pour février 2016.

## Système de jeu
Comme son prédécesseur, Méga Donjon Mystère est un jeu de rôle rogue-like avec donjons, disposant de personnages et de décors en trois dimensions. Le joueur contrôle un des vingt Pokémon proposés au début du jeu — les Pokémon de départ des six générations, ainsi que Pikachu et Riolu — accompagné dans son voyage par un deuxième Pokémon. Ce voyage se déroule à travers des donjons générés aléatoirement, peuplés d'ennemis et truffés de pièges, et a pour but de sauver le monde Pokémon d'une catastrophe majeure. Le jeu inclut les 720 premiers Pokémon, soit la totalité des Pokémon des six premières générations.

## Développement
En avril 2015, les éditeurs de Famitsu annoncent qu'un nouveau jeu Pokémon serait présenté le mois d'après, et que d'autres détails seraient apportés dans le futur. Pokémon Méga Donjon Mystère est plus tard annoncé officiellement par The Pokémon Company et Nintendo via un communiqué de presse, le 21 mai, confirmant une sortie du jeu fin 2015 au Japon et en Amérique du Nord, ainsi qu'une sortie début 2016 en Europe. À l'instar des précédents jeux Pokémon Donjon Mystère, Méga Donjon Mystère est développé par ChunSoft. Une séquence de jeu est dévoilée dans le Nintendo Direct du 31 mai 2015, jointe de la date de sortie finale au Japon.

## Accueil

### Critiques
Le magazine japonais Famitsu attribue au jeu la note de 36/40 dans une critique commune, les quatre jurés lui ayant donné la note de 9/10. Méga Donjon Mystère a été le jeu le plus vendu au Japon lors de sa semaine de lancement, avec 151 823 unités vendues.
Méga Donjon Mystère reçoit des critiques pour la plupart partagées, recevant de la part de GameRankings une note de 70 %, ainsi qu'un 72/100 de son collègue agrégateur de notes Metacritic. Les critiques ont apprécié le scénario et le sentiment global se dégageant du jeu, mais ont déploré les dialogues répétitifs et le temps perdu devant des cinématiques que l'on ne pouvait pas sauter.
Game Informer a trouvé que le jeu était mieux que les précédents de la franchise, et avait un « meilleur sens de l'humour, plus au point », mais qu'il gardait des lacunes, notamment dans son système de combat trop simpliste et dans sa jouabilité répétitive, déclarant qu'il « est pauvre en comparaison des RPG fondamentaux ».
Le site français jeuxvideo.com a attribué la note de 14/20 au jeu. Il salue le contenu conséquent du titre, accompagné d'une bande-son et d'une réalisation de bonne facture ainsi que d'un scénario intéressant et d'un système de jeu inspiré et stratégiquement intéressant. Il regrette cependant la répétitivité du jeu, l'introduction poussive et les alliés parfois trop forts par rapport au joueur.

### Ventes
Le jeu est le 3ème plus vendu de la licence des Donjons Mystères avec un total de 1,22 million de ventes, derrière Explorateur du ciel, temps et ombres (6,8 millions) et Équipe de secours bleu et rouge (5,2 millions).